# Cassie Purdon
Cassie Purdon (* 24. Oktober 1996 in Townsville) ist eine australische Hochspringerin.

## Sportliche Laufbahn
Erste internationale Erfahrungen sammelte Cassie Purdon bei den Juniorenweltmeisterschaften 2014 in Eugene, bei denen sie mit 1,85 m den fünften Platz belegte. 2018 nahm sie erstmals an den Commonwealth Games im heimischen Gold Coast teil und wurde dort mit übersprungenen 1,84 m Sechste.
2018 wurde Purdon Australische Meisterin im Hochsprung. Sie absolviert ein Studium an der Central Queensland University.